# Palmach

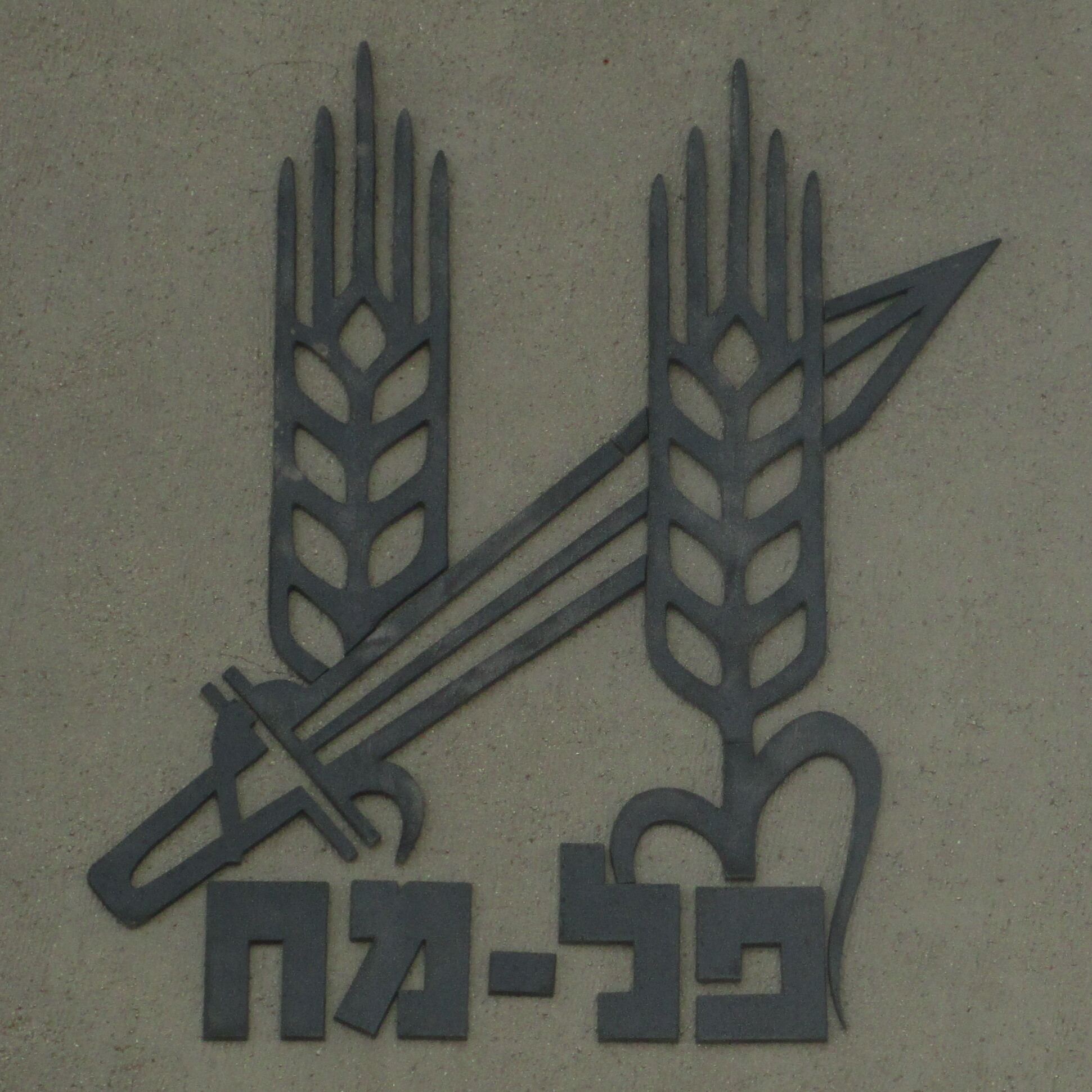
Palmachsymbol am Denkmal von Gavit Radar

Der Palmach פלמ״ח (Akronym von hebräisch Plugot Machaz פלוגות מחץ –  entspricht etwa dem deutschen Begriff „Stoßtruppen“) wurde am 19. Mai 1941 als Elitetruppe der jüdischen paramilitärischen Untergrundorganisation Hagana in Palästina aufgestellt. Der Palmach konzentrierte sich auf das Training von Jugendlichen. Bis 1947 umfasste er fünf Bataillone (ca. 2000, Timm nennt 3000 Angehörige, einschließlich 2000 Reservisten), spielte aber eine wichtige Rolle, da seine Mitglieder in grundlegenden militärischen Fähigkeiten ausgebildet wurden, die sie zu Führungsfunktionen in den späteren israelischen Streitkräften qualifizierten.

## Geschichte
Der Palmach wurde von den Briten im Mai 1941 aus Hagana-Mitgliedern gebildet. Diese wurden ausgebildet und ausgerüstet, um bei der Verteidigung gegen einen potentiellen nationalsozialistischen Angriff in der Region zu helfen. Einige hundert Palmachmitglieder wurden von britischen Kommandospezialisten in der irregulären Kriegführung (stay behind und Aufklärung hinter den feindlichen Linien) ausgebildet, um im Falle eines befürchteten Vordringens der Achsenmächte nach Palästina den Widerstand anzuführen.
Palmach-Einheiten kämpften auch (im Gegensatz zur von Yitzhak Shamir geleiteten Lechi, die ihren Guerillakrieg gegen die Briten fortsetzte) an der Seite der Alliierten im Zweiten Weltkrieg in der Jüdischen Brigade. Unter anderem waren sie vom 8. Juni bis 12. Juli 1941 zusammen mit freifranzösischen und australischen Einheiten am Syrisch-Libanesischen Feldzug beteiligt. Mosche Dajan wurde für seine Beteiligung an dieser Kampagne, bei der er sein linkes Auge verlor, von den Engländern ausgezeichnet. 32 Fallschirmspringer des Palmach wurden zur Unterstützung des Widerstands über Bulgarien, Rumänien, Jugoslawien und der Slowakei abgesetzt.

Angehörige des Palyam, der Marineeinheit des Palmach, befreiten unter Jitzchak Rabin am 10. Oktober 1945 rund zweihundert jüdische Einwanderer, die von der britischen Mandatsregierung im Flüchtlingslager in Atlit interniert worden waren. 

„Im Oktober 1945 nahm Jitzchak an einer äußerst riskanten Militäraktion zur Verteidigung der Rechte dieser Einwanderer teil. Es handelte sich um ein Kommandounternehmen in Atlit, einer südlich von Haifa gelegenen kleinen Stadt am Mittelmeer. Dort waren in einem Lager zweihundert – nach britischer Auffassung ‚illegale‘ – Einwanderer interniert. Die Briten planten ihre baldige Deportation. Ein Aufgebot von etwa 250 Palmach-Kämpfern sollte die Flüchtlinge befreien und sie anschließend zu einem nahegelegenen Kibbuz transportieren; von dort aus sollten sie dann in den Untergrund geschleust werden...
Als sich die Briten anschickten, den Kibbuz, der als Zwischenstation vorgesehen war, zu durchsuchen, strömten Tausende von Juden aus Haifa herbei, um menschliche Barrikaden zu errichten und sich unter die Holocaustüberlebenden zu mischen, so dass die Briten außerstande waren, die befreiten Flüchtlinge aus der Menge auszusondern. Die Operation war ein durchschlagender Erfolg, denn die Briten gaben schließlich frustriert auf.“

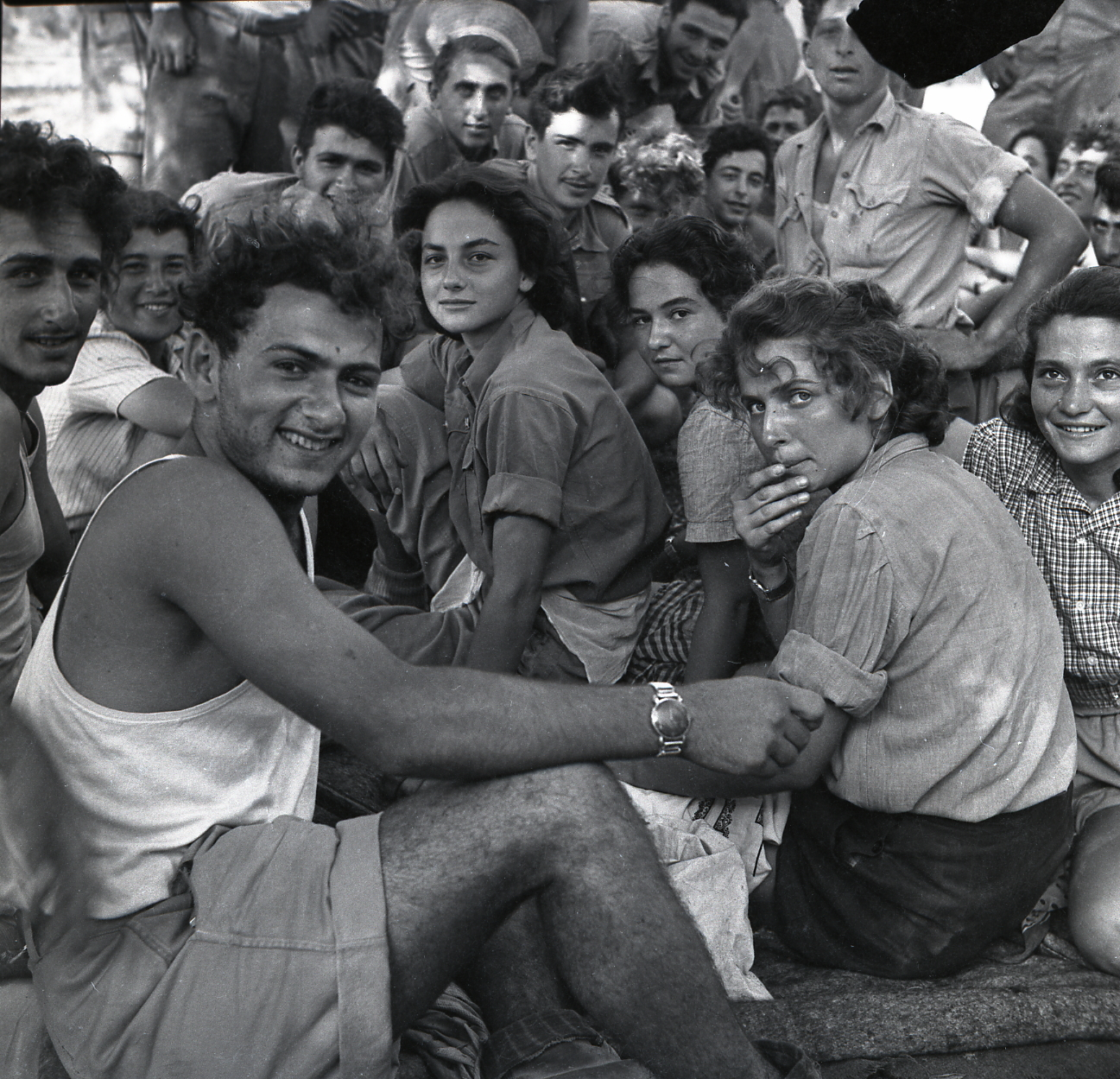
Yiftah-Brigade in Ben Shemen, 1948

Der Palmach war auch am Angriff gegen das Dorf Deir Yassin beteiligt, allerdings nicht am Massaker von Deir Yasin, das darauf folgte.
Der Anteil der Frauen betrug auf dem Höhepunkt ein Fünftel bis maximal ein Viertel aller Freiwilligen. Vorwiegend aus dieser Zeit begründet sich der Mythos der israelischen kämpfenden Frau. Bekannte Mitglieder des Palmach waren unter anderem Jigal Allon, Jitzchak Rabin, Mosche Dajan, Uzi Narkiss, Matti Peled, Raful Eitan, Leah Rabin, Haviva Reik und Yoram Kaniuk. Einige ehemalige Mitglieder des Palmach gründeten den Kibbutz Palmachim.
Der erste Oberbefehlshaber des Palmach war Jitzchak Sadeh. Als er 1945 zum Chef des Generalstabs der Hagana ernannt wurde, übernahm sein Stellvertreter Jigal Allon den Oberbefehl.

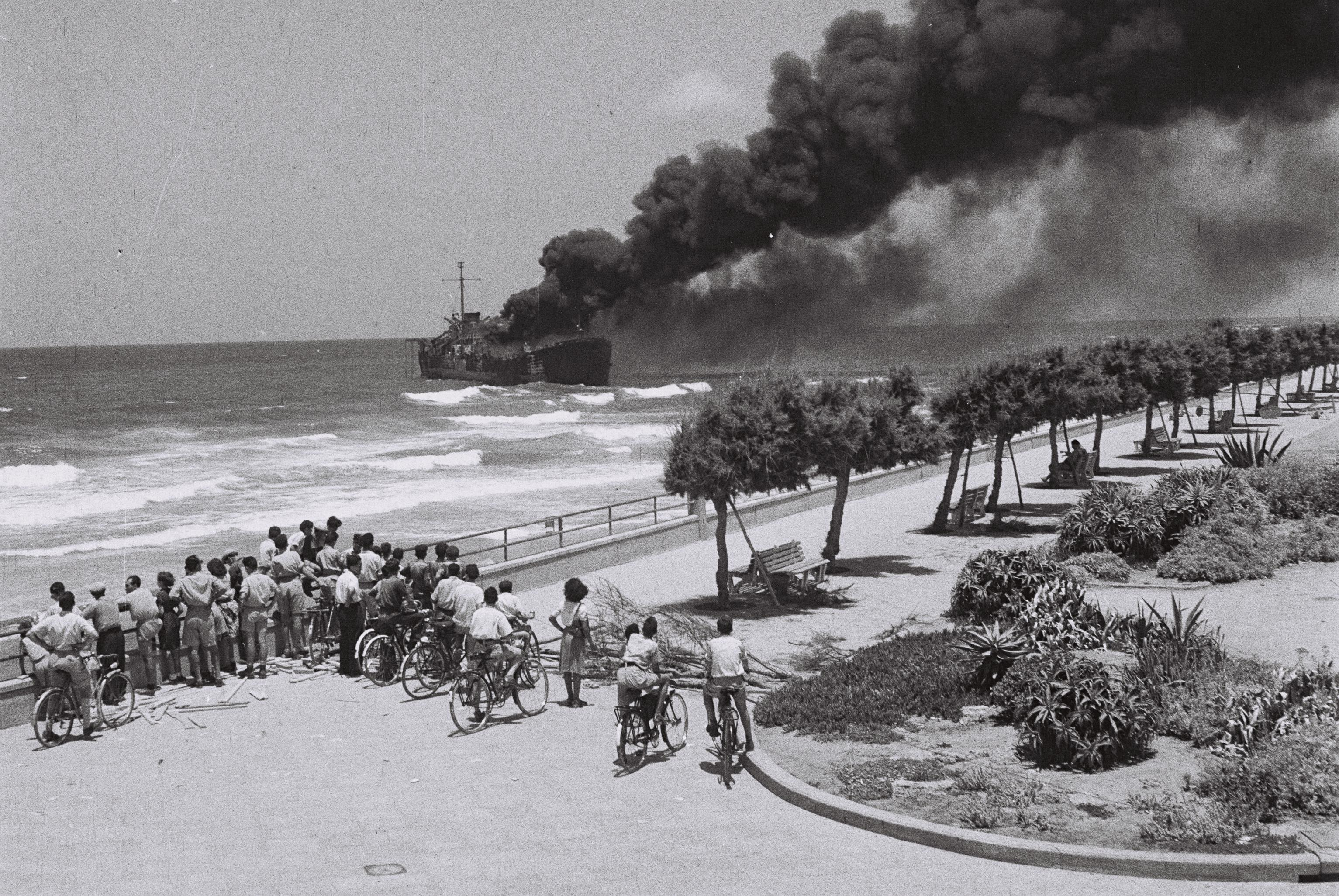
Brennende Altalena vor Tel Aviv, 1948

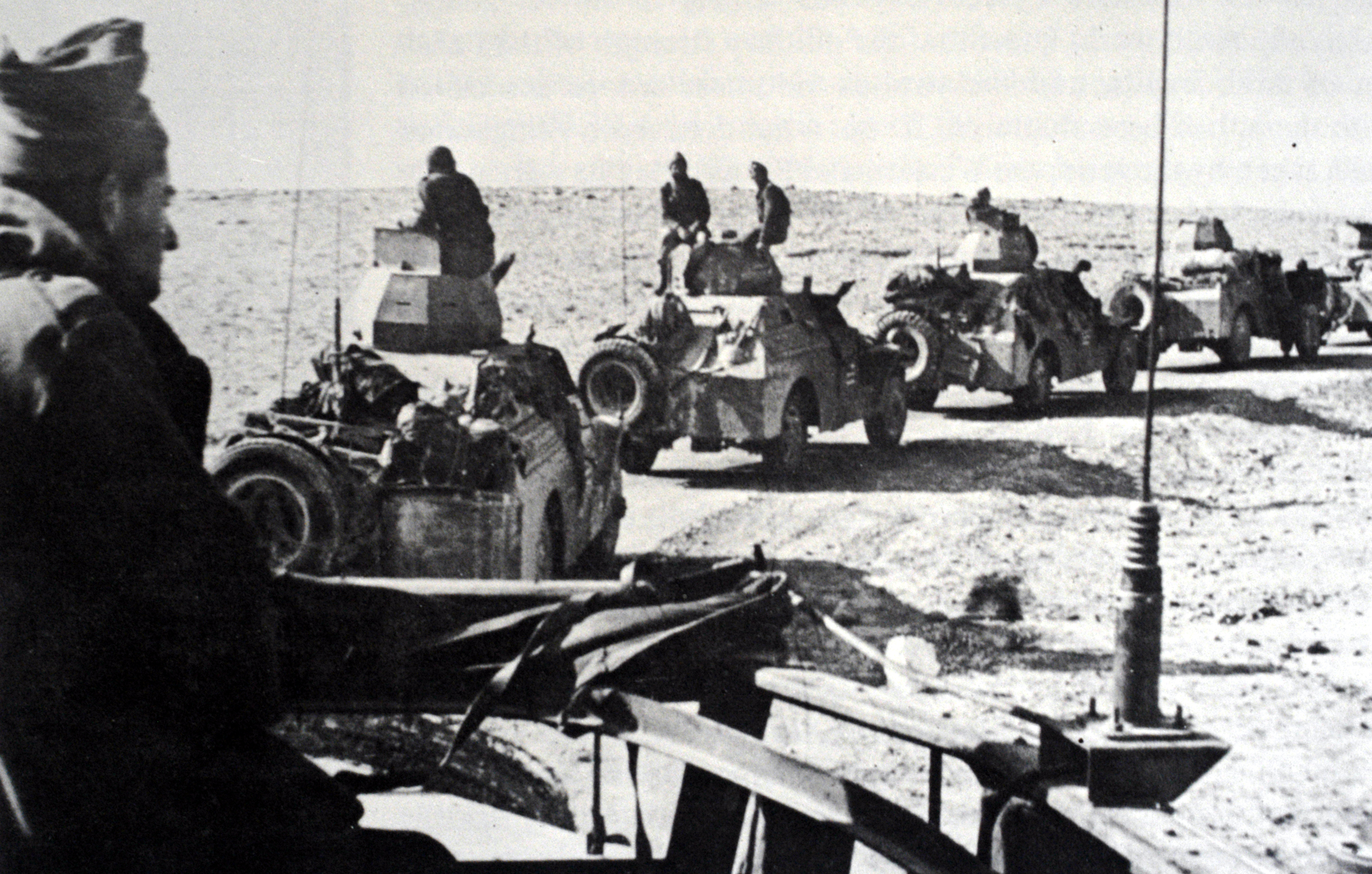
Palmach-Patrouille während des Unabhängigkeitskrieges im Negev, 1948

Am 22. Juni 1948 eskalierte der Waffenimport der Irgun mit der Altalena vor Tel Aviv. Der dortige Hagana-Befehlshaber befürchtete, dass seine Soldaten sich einem Angriffsbefehl gegen die Irgun widersetzen könnten, und deshalb wurde die Palmach unter Yigal Allon vom Generalstab mit der Operation „Purge“ beauftragt. Die Palmach war schon während der auf die Ermordung von Lord Moyne erfolgenden Verfolgung von Irgunmitgliedern während der sogenannten Jagdsaison beteiligt gewesen und mit der Irgun verfeindet.
Am 7. Oktober 1948 verfügte Ben Gurion die Auflösung der Palmach.

## Erinnerung
Im Tel Aviver Stadtteil Ramat Aviv, auf dem Gelände der Universität Tel Aviv, befindet sich das Palmach Museum. Dessen Webseite stellt umfangreiches Informationsmaterial über die Palmach zur Verfügung.